# Minervino Murge
Minervino Murge är en ort och kommun i provinsen Barletta-Andria-Trani i regionen Apulien i Italien. Kommunen hade 8 864 invånare (2017).